# Gann (Ohio)
Gann es una villa ubicada en el condado de Knox en el estado estadounidense de Ohio. En el Censo de 2010 tenía una población de 125 habitantes y una densidad poblacional de 242,53 personas por km².

## Geografía
Gann se encuentra ubicada en las coordenadas 40°28′13″N 82°11′24″O / 40.47028, -82.19000. Según la Oficina del Censo de los Estados Unidos, Gann tiene una superficie total de 0.52 km², de la cual 0.48 km² corresponden a tierra firme y (6.03%) 0.03 km² es agua.

## Demografía
Según el censo de 2010, había 125 personas residiendo en Gann. La densidad de población era de 242,53 hab./km². De los 125 habitantes, Gann estaba compuesto por el 100% blancos, el 0% eran afroamericanos, el 0% eran amerindios, el 0% eran asiáticos, el 0% eran isleños del Pacífico, el 0% eran de otras razas y el 0% pertenecían a dos o más razas. Del total de la población el 2.4% eran hispanos o latinos de cualquier raza.